# Associazione Calcio Treviso 1953-1954
Questa voce raccoglie le informazioni riguardanti l''Associazione Calcio Treviso nelle competizioni ufficiali della stagione 1953-1954.

## Stagione
L'A.C. Treviso nella stagione 1953-1954 ha partecipato al campionato di Serie B dove si è classificata al tredicesimo posto con 29 punti, gli stessi del Padova, Alessandria e Pavia, un punto sopra la zona retrocessione.

## Maglia
| Casa |

## Rosa
| N. |                   | Ruolo | Calciatore       |
| -- | ----------------- | ----- | ---------------- |
|    | Italia (bandiera) | P     | Luigi Geatti     |
|    | Italia (bandiera) | P     | Emilio Pozzan    |
|    | Italia (bandiera) | D     | Lorenzo Chiodi   |
|    | Italia (bandiera) | D     | Lorenzo De Negri |
|    | Italia (bandiera) | D     | Narciso Donzelli |
|    | Italia (bandiera) | D     | Erminio Marussi  |
|    | Italia (bandiera) | D     | Antonio Mion     |
|    | Italia (bandiera) | D     | Sergio Realini   |
|    | Italia (bandiera) | C     | Luciano Padoan   |
|    | Italia (bandiera) | C     | Mario Pantaleoni |

| N. |                    | Ruolo | Calciatore          |
| -- | ------------------ | ----- | ------------------- |
|    | Croazia (bandiera) | C     | Ottorino Paulinich  |
|    | Italia (bandiera)  | C     | Dino Pavanello      |
|    | Italia (bandiera)  | C     | Nico Piovesan       |
|    | Italia (bandiera)  | A     | Otello Badiali      |
|    | Italia (bandiera)  | A     | Giovanni Bodini     |
|    | Italia (bandiera)  | A     | Giuseppe Dozzo      |
|    | Italia (bandiera)  | A     | Emiliano Farina     |
|    | Italia (bandiera)  | A     | Mario Giacconi      |
|    | Italia (bandiera)  | A     | Luciano Loschi      |
|    | Italia (bandiera)  | A     | Gustavo Scagliarini |

## Risultati

### Serie B

#### Girone di andata
| 13 settembre 1953 1ª giornata | Treviso | 2 – 5 | Pro Patria |  |

| 20 settembre 1953 2ª giornata | Salernitana | 2 – 0 | Treviso |  |

| 27 settembre 1953 3ª giornata | Modena | 0 – 0 | Treviso |  |

| 4 ottobre 1953 4ª giornata | Treviso | 0 – 0 | Verona |  |

| 11 ottobre 1953 5ª giornata | Treviso | 0 – 1 | Cagliari |  |

| 18 ottobre 1953 6ª giornata | Monza | 1 – 0 | Treviso |  |

| 8 novembre 1987 7ª giornata | Treviso | 0 – 0 | Lanerossi Vicenza |  |

| 1º novembre 1953 8ª giornata | Fanfulla | 0 – 0 | Treviso |  |

| 21 settembre 1947 9ª giornata | Treviso | 1 – 1 | Marzotto Valdagno |  |

| 22 novembre 1953 10ª giornata | Treviso | 1 – 1 | Alessandria |  |

| 29 novembre 1953 11ª giornata | Messina | 1 – 0 | Treviso |  |

| 6 dicembre 1953 12ª giornata | Catania | 3 – 1 | Treviso |  |

| 20 dicembre 1953 13ª giornata | Treviso | 1 – 1 | Padova |  |

| 27 dicembre 1953 14ª giornata | Brescia | 2 – 0 | Treviso |  |

| 1º gennaio 1947 15ª giornata | Treviso | 1 – 0 | Piombino |  |

| 10 gennaio 1954 16ª giornata | Pavia | 5 – 1 | Treviso |  |

| 17 gennaio 1954 17ª giornata | Como | 1 – 0 | Treviso |  |

#### Girone di ritorno
| 31 gennaio 1954 18ª giornata | Pro Patria | 1 – 1 | Treviso |  |

| 7 febbraio 1954 19ª giornata | Treviso | 1 – 0 | Salernitana |  |

| 14 febbraio 1954 20ª giornata | Treviso | 1 – 0 | Modena |  |

| 21 febbraio 1954 21ª giornata | Verona | 1 – 2 | Treviso |  |

| 28 febbraio 1954 22ª giornata | Cagliari | 1 – 1 | Treviso |  |

| 7 marzo 1954 23ª giornata | Treviso | 1 – 0 | Monza |  |

| 14 marzo 1954 24ª giornata | Lanerossi Vicenza | 1 – 1 | Treviso |  |

| 21 marzo 1954 25ª giornata | Treviso | 0 – 0 | Fanfulla |  |

| 28 marzo 1954 26ª giornata | Marzotto Valdagno | 4 – 0 | Treviso |  |

| 4 aprile 1954 27ª giornata | Alessandria | 3 – 2 | Treviso |  |

| 18 aprile 1954 28ª giornata | Treviso | 0 – 0 | Messina |  |

| 25 aprile 1954 29ª giornata | Treviso | 3 – 2 | Catania |  |

| 2 maggio 1954 30ª giornata | Padova | 2 – 0 | Treviso |  |

| 9 maggio 1954 31ª giornata | Treviso | 1 – 0 | Brescia |  |

| 16 maggio 1954 32ª giornata | Piombino | 1 – 1 | Treviso |  |

| 23 maggio 1954 33ª giornata | Treviso | 1 – 1 | Pavia |  |

| 30 maggio 1954 34ª giornata | Treviso | 0 – 0 | Como |  |

## Statistiche

### Statistiche di squadra
| Competizione | Punti | In casa | In casa | In casa | In casa | In casa | In casa | In trasferta | In trasferta | In trasferta | In trasferta | In trasferta | In trasferta | Totale | Totale | Totale | Totale | Totale | Totale | DR  |
| Competizione | Punti | G       | V       | N       | P       | Gf      | Gs      | G            | V            | N            | P            | Gf           | Gs           | G      | V      | N      | P      | Gf     | Gs     | DR  |
| ------------ | ----- | ------- | ------- | ------- | ------- | ------- | ------- | ------------ | ------------ | ------------ | ------------ | ------------ | ------------ | ------ | ------ | ------ | ------ | ------ | ------ | --- |
| Serie B      | 29    | 17      | 6       | 9       | 2       | 14      | 12      | 17           | 1            | 6            | 10           | 10           | 29           | 34     | 7      | 15     | 12     | 24     | 41     | -17 |

### Statistiche dei giocatori
| Giocatore      | Serie B  | Serie B |
| Giocatore      | Presenze | Reti    |
| -------------- | -------- | ------- |
| O. Badiali     | 11       | 1       |
| G. Bodini      | 25       | 5       |
| L. Chiodi      | 30       | 0       |
| L. De Negri    | 3        | 0       |
| N. Donzelli    | 30       | 0       |
| G. Dozzo       | 16       | 0       |
| E. Farina      | 24       | 2       |
| M. Giacconi    | 5        | 0       |
| L. Geatti      | 29       | -35     |
| L. Loschi      | 7        | 0       |
| E. Marussi     | 1        | 0       |
| A. Mion        | 34       | 0       |
| L. Padoan      | 11       | 0       |
| M. Pantaleoni  | 28       | 1       |
| O. Paulinich   | 27       | 4       |
| D. Pavanello   | 34       | 4       |
| N. Piovesan    | 4        | 0       |
| E. Pozzan      | 5        | -6      |
| S. Realini     | 24       | 0       |
| G. Scagliarini | 26       | 7       |